# Seminaria morbi
Die Seminaria morbi oder Seminaria contagionis wurden in der Form von animalcula  („kleine Tierchen“, Samen, Keime) und vermiculi („Würmchen“) bis ins 19. Jahrhundert als Manifestation der Kontagien für die Entstehung von Infektionskrankheiten verantwortlich gemacht. Sie seien mit individuellem Leben begabte parasitische Wesen.  Damit waren die Prinzipien der späteren Bakteriologie, entgegen der kanonischen Auffassung hippokratischer Schriften und aristotelischer, miasmatischer Konstrukte, die unbelebte Ausdünstungen des Bodens und der Luft favorisierten, vorweggenommen. Der Begriff geht auf Girolamo Fracastoro (1477–1553) zurück, den Heinrich Haeser daher 1882 den „Begründer der wissenschaftlichen Epidemiographie“ nannte.

## Seminaria morbi / Seminaria contagionis
Girolamo Fracastoro formulierte 1546 in seiner Schrift De Contagione et contagiosis morbis et eorum curatione erstmals die Theorie der Übertragung von Infektionskrankheiten durch spezifische Krankheitskeime (seminaria morbi). Diese würden immer gleiche Krankheitsprozesse hervorrufen und sich lediglich in der „Subtilität ihrer materiellen Beschaffenheit“ unterscheiden.
Kontagien seien spezifische, im infizierten Körper materialisierte, belebte Stoffe, die auf den Gesunden übertragen werden können. Und zwar durch direkte Berührung (contactus), über Distanz (ad distans) und über unbelebte, infizierte Zwischenmaterialien (per fomitem).
Das Miasma dagegen wurde, in antiker Tradition, zunächst als gasförmiger Körper gedacht, der durch die Fäulnis im Boden erzeugt und durch die Luft (Erdatmosphäre) verbreitet werde.
Zur Erklärung bestimmter Erkrankungswege genügte diese Einteilung nicht. Deshalb vermutete man, sie würden sowohl durch Miasmen, als auch durch Kontagien hervorgerufen (Miasmatisch-kontaginöse Übertragung).
Prinzipiell wird hier die exogene versus endogene Konzeption übertragbarer Krankheiten moderner Auffassung erkannt.

### Vermiculi
Athanasius Kircher beschrieb in seinem 1658 erschienenen Buch Scrutinium Physico-Medicum Contagiosae Luis, quae Pestis dicitur. die „Vermiculi pestis“. Tatsächlich hätte er die „Pestwürmchen“ wegen der damals noch nicht so weit fortgeschrittenen Mikroskopie nicht sehen können.

### Animalcula-Theorie
Benjamin Marten spricht in seinem 1720 erschienenen Buch A new theory of consumptions; more especiallyof a phtisis, or consumption of the Lungs von animalcula (vgl. im 17. Jahrhundert „Animalcula“ bei Antoni van Leeuwenhoek), kleinen wundervollen lebenden Kreaturen. Diese würden die TBC verursachen. Spontane Entstehung der TBC erwägt er nicht, da es seiner Sicht nach keine Urzeugung gebe.

### Contagium animatum
Jakob Henle veröffentlicht 1840 seine Monografie Von den Miasmen und Contagien und von den miasmatisch-contagiösen Krankheiten. Ohne eigene Versuche, in genialer gedanklicher Arbeit, konzipiert er, kaum 30 Jahre alt, das (als Vorstellung bereits im 18. Jahrhundert von Plenicz entwickelte bzw. postulierte) Contagium animatum, einen Organismus als Erreger pathologischer Entzündungsprozesse, womit er die Lehre von der Infektion und von den Infektionsherden des späten 19. Jahrhunderts vorwegnimmt.

### Miasmen und Kontagien und miasmatisch-kontagiöse Krankheiten
Aus kritischen Berichterstattungen über neu erschienene medizinische Literatur seiner Zeit entsteht Henles Konzeption über die Wirkung der Miasmen und Kontagien und von miasmatisch-kontagiösen Krankheiten, die in seinen Pathologischen Untersuchungen von 1840 erscheinen. Noch ist man der Ansicht, das vom kranken Individuum ausgehende ansteckende Contagium bestehe aus kleinsten Lebewesen: „Würmlein“ (Vermiculi), die als Maden von unsichtbaren, frei in der Luft umherschwebenden, „Mücklein“ (Animalculae) angesehen werden. Die Syphilis gilt als solche kontagiöse Krankheit. Miasmen dagegen sind Krankheitserreger, die exogen an den Menschen gelangen und Krankheiten wie die Malaria verursachen. In den hippokratischen Schriften, die damals noch kanonischen Charakter hatten, wurde die Anschauung vertreten, bei den Miasmen handele es sich um unbelebte Ausdünstungen des Bodens und der Luft.
Die übrigen Infektionskrankheiten ordnete man den miasmatisch-kontagiösen Krankheiten zu. Zum einen finde die Übertragung von Mensch zu Mensch statt, zum anderen würden sie durch exogene Einflüsse hervorgerufen.

## Seminaria morbi als Krankheitsursache
Henle sieht, dass die Miasmen und Kontagien gleiche Krankheiten hervorrufen, und schließt auf die Identität beider. Die Art der Ansteckungsstoffe kann er durch induktives Schließen ausmachen. Diese Kontagien bestünden nicht nur aus organischem Material, sondern seien mit individuellem Leben begabte Materie, die zum erkrankten Körper im Verhältnis eines parasitischen Organismus stehe. Das Kontagium sei „der Keim oder Same dieses parasitischen Wesens“, das in geborgtem Körper lebe, „durch welchen dasselbe sich fortpflanzt“. Das Kontagium ist in Henles Sinne also nicht der Keim oder Same einer Krankheit, sondern als Semen morbi die Krankheitsursache.
Obwohl Henle, Schüler von Johannes Müller, später sein Prosektor in Berlin, als eigentlicher Mikroskopiker im engeren Kreise Müllers gilt, kann er die lebenden Erreger der Infektionskrankheiten noch nicht unter dem Mikroskop zeigen. Kleine Tierchen in Speichel und Wassertröpfchen hat erstmals Antoni van Leeuwenhoek (1670) durch sein selbstgebautes Mikroskop gesehen.